# Toini Pöysti
Toini Pöysti   (Ahlainen, 1 de juliol de 1933 - 9 de maig de 2024), també coneguda com a Toni Mikkola o Toini Mikkola-Pöysti, va ser una esquiadora de fons finlandesa que va competir durant les dècades del 1950 i 1960.
El 1960 va prendre part en els Jocs Olímpics d'Hivern de Squaw Valley, on disputà dues proves del programa d'esquí de fons. Formant equip amb Siiri Rantanen i Eeva Ruoppa guanyà la medalla de bronze en la cursa dels relleus 3x5 km, mentre en els 10 quilòmetres fou sisena. Quatre anys més tard, als Jocs d'Innsbruck, disputà tres proves del programa d'esquí de fons. Revalidà la medalla de bronze en els relleus 3x5 quilòmetres, aquesta vegada formant equip amb Senja Pusula i Mirja Lehtonen, mentre en els 5 quilòmetres i els 10 quilòmetres fou cinquena.
El 1954 va ser la primera dona que va guanyar al festival d'esquí de Holmenkollen. En el seu palmarès també destaca una medalla de bronze al Campionat del Món d'esquí nòrdic de 1958.